# Kim Ryholt
Kim Steven Bardrum Ryholt (Somerville, Nova Jersey, 17 de julho de 1970) é professor de egiptologia na Universidade de Copenhague e especialista em história e literatura egípcia. Ele é diretor do centro de pesquisa Canon and Identity Formation in the First Literate Societies no University of Copenhagen Programme of Excellence (desde 2008) e diretor da The Papyrus Carlsberg Collection & Project (desde 1999).

## Pesquisa
Uma de suas publicações mais significativas é um livro de 1997 intitulado The Political Situation in Egypt during the Second Intermediate Period c. 1800-1550 AC. Aidan Dodson, um proeminente egiptólogo inglês, chama o livro de Ryholt de "fundamental" para uma compreensão do Segundo Período Intermediário porque ele revisa a história política deste período e contém uma versão atualizada - e mais precisa - reconstrução do Cânone de Turim desde a publicação de 1959 de Alan Gardiner Royal Canon of Egypt. Ele também contém um extenso catálogo de todos os monumentos, inscrições e selos conhecidos dos reis deste período.
Ryholt também é especialista em papiros demóticos e literatura e é autor de vários livros e artigos sobre o assunto. Em 2011 ele descobriu a identidade do famoso rei sábio Nexepso.
Desde 2013 dirige um projeto sobre a tinta milenar como tecnologia.
Ele também escreveu um livro sobre o comércio de antiguidades com Fredrik Norland Hagen.

## Segundo Período Intermediário

### XIII dinastia
Entre as discussões mais significativas está a evidência de Ryholt de que Sequenré Cutaui Sebecotepe, em vez de Ugafe, foi o primeiro rei da XIII dinastia, e uma discussão sobre as origens estrangeiras do rei semítico da XIII dinastia chamado Quenjer — cujo reinado durou no mínimo 4 anos e 3 meses com base em notas de controle de operários datadas encontradas em blocos de pedra de seu complexo de pirâmide.

### XIV dinastia
A conclusão mais controversa diz respeito à identidade e data da XIV dinastia. Ryholt — como Manfred Bietak — argumenta que foi um precursor da XV dinastia, mas difere em considerá-lo contemporâneo da XIII dinastia desde a fundação desta última por volta de 1 800 a.C. até seu colapso em c. 1650/1 648 a.C.. Isso é contestado na revisão do livro de Daphna Ben Tor e James/Susan Allen. A proposta de Ryholt para que o rei Xexi, Aotepré Amu e Secaenré Iaquebim foram também governantes da XIV dinastia é contradito pelo estudo de Ben Tor dos níveis de estratos conhecidos de seus selos que, em sua opinião, indicam que eles datam da segunda metade da XV dinastia dos hicsos e não são contemporâneos da XIII dinastia. Xexi, Iaquebim e Amu são mais prováveis de serem reis vassalos hicsos no Delta. Portanto, nem todas as conclusões de Ryholt foram aceitas pelos egiptólogos.
Ryholt já sugeriu que Xexi, um dos reis mais atestados da XIV dinastia, foi contemporâneo do início da XIII dinastia com base em um depósito arqueológico em Uronarti, onde uma impressão de selo deste rei foi encontrada junto com as impressões de dois primeiros reis egípcios da XIII dinastia. No entanto, Ben Tor postulou que o contexto do selo Maaibré Xexi não é seguro e que provavelmente era uma impressão de selo do Novo Reino. De acordo com Ben Tor, Reiser relatou que "dois fragmentos de selo adicionais entre os selamentos de Uronarti, muito provavelmente exibem desenhos da XVIII dinastia." Isso corroboraria a ocorrência de intrusões da XVIII dinastia entre a maior parte dos selos do final do Império Médio neste local. A probabilidade de intrusões do Novo Reino no contexto de Uronarti "foi confirmada por Yvonne Markowitz" e também "reconhecida por Reisner", observa Ben Tor. Portanto, o contexto de Uronarti não é seguro, uma vez que possui selos escaravelhos com o tipo da dinastia do Novo Reino, o que significa que os selos Xexi encontrados lá não devem ser usados para datar este rei asiático no início da 13ª dinastia. Ben Tor enfatiza que o uso de escaravelhos do Segundo Período Intermediário para selos na XVIII dinastia é atestado em Tel Eldaba, onde um número significativo de tais exemplos foi encontrado recentemente em contextos arqueológicos que datam do reinado de Tutemés III.

### XVI dinastia
O estudo argumenta fortemente que a XVI dinastia foi composta de reis tebanos mal atestados, como Nebiriau I, Nebiriau II, Seuserenré Bebianque e Sequenré Xedeuaste, que estão documentados na última página sobrevivente do Cânone de Turim, em vez de reis vassalos hicsos menores no Baixo Egito, como geralmente se acreditava.

### XVII dinastia
O livro de Ryholt faz referência a vários achados arqueológicos recentes, incluindo a descoberta de um novo rei hicso chamado Saquir-Har, a descoberta de um batente de porta em Gebel Intefe em meados da década de 1990, que estabelece que Sequenré Xedetaui Sobequensafe (Sobequensafe II) foi o pai de os reis tebanos da XVII dinastia, Intefe VI e Intefe VII. Ele também discute o documento Unwetterstele de Amósis.

## Cânone de Turim
Ryholt é considerado um grande estudioso no estudo do Cânone de Turim, tendo examinado o documento pessoalmente duas vezes; ele publicou novas e melhores interpretações deste documento de papiro danificado em seu livro de 1997 acima mencionado e em um artigo da ZAS intitulado "The Late Old Kingdom in the Turin King-list and the Identity of Nitocris", e publicou uma discussão detalhada da natureza do documento.